# Huizebeek
De Huizebeek is een beek in de provincie Antwerpen, ze stroomt volledig binnen de gemeente Heist-op-den-Berg.
De beek ontspringt kort bij de Averegten, een wandelbos in Hallaar en stroomt ook langs de rand van dit bos. De beek vormt, eens ze de Averegten gepasseerd is de grens met deelgemeente Itegem om uiteindelijk uit te monden in de Grote Nete. De totale lengte bedraagt bijna 4 kilometer.